# Albert Thomassen
Albert Thomassen (3 febbraio 1971) è un ex calciatore faroese, di ruolo centrocampista.

## Carriera

### Nazionale
Ha collezionato 4 presenze con la propria Nazionale.